# Robert Marolt
Robert Marolt, slovenski pravnik in politik, * 28. april 1969, Ljubljana.
V času 8. vlade Republike Slovenije je bil državni sekretar na ministrstvu za pravosodje. Od 1. decembra 2008 opravlja funkcijo državnega pravobranilca.